# Tischtennisweltmeisterschaft 1937
Die 11. Tischtennisweltmeisterschaft fand vom 1. bis 7. Februar 1937 im Kurort von Baden (Österreich) in der Trink-Kurhalle (heutiges Spielkasino) statt. Um die Attraktivität des Turniers zu erhöhen, erstattete man jedem Teilnehmer die Hälfte seiner Reisekosten.

## Übersicht
Mehrfach wurden die neuen Zeitregeln angewandt: Spiele mit zwei Gewinnsätzen durften nicht länger als eine Stunde, Spiele mit drei Gewinnsätzen nicht länger als 105 Minuten dauern. Ein einzelner Satz durfte maximal 30 Minuten dauern. So wurde die Begegnung Sergey Senekovic (Jugoslawien) – Abou Heif (Ägypten) unentschieden gewertet, weil bereits im ersten Satz die maximale Spieldauer von 30 Minuten überschritten war. In der Begegnung Helmuth Goebel (Österreich) – Farkas Paneth (Rumänien) wurden beide wegen Zeitüberschreitung disqualifiziert.
Bei den Herren traten 13 Mannschaften an. Überraschend belegten die USA Platz 1, die insbesondere durch ihre „Knipsaufschläge“ alle anderen Mannschaften in Verlegenheit brachten. Damit gewann erstmals eine nicht-europäische Mannschaft den Titel; dies sollte erst 1954 wieder den Japanern gelingen.
Auch im Wettbewerb der Damenmannschaften siegten die USA. Die deutsche Mannschaft belegte den zweiten Platz. Dieter Mauritz nahm wegen seines Abiturs der WM nicht teil, auch fehlte Erich Deisler.
Das Endspiel im Dameneinzel bestritten Ruth Hughes Aarons (USA) und Trude Pritzi (Österreich). Den ersten Satz gewann Pritzi, den zweiten dagegen Aarons. Im dritten Satz wurde das Spiel beim Stande von 19:16 wegen Zeitüberschreitung (105 Minuten) abgebrochen. Das Spiel wurde nicht gewertet und es wurde somit auch kein neuer Titel vergeben. Erst 64 Jahre später wurde beiden Spielerinnen im Nachhinein die Goldmedaille zugesprochen.

## Wissenswertes
- Richard Bergmann – ein Defensivspieler – wurde viermal Einzelweltmeister, aber für verschiedene Länder: 1937 für Österreich, 1939, 1948 und 1950 für England. Nach dem Anschluss Österreichs an Deutschland 1938 floh er nach England, weil er als Jude Repressalien seitens der Nazis befürchtete.
- Richard Bergmann war bis heute (2024) mit 17 Jahren der jüngste Einzelweltmeister.
- 1970 starb Bergmann. Zu seinen Ehren wurde der Fair-Play-Preis umbenannt in Richard-Bergmann-Fair-Play-Preis.
- Die neue Zeitregel wurde nicht immer konsequent angewandt. Das 4-Satz-Match zwischen Trude Pritzi (Österreich) und Angelica Adelstein-Rozeanu (Rumänien) dauerte länger als 1 Stunde und 45 Minuten. Es wurde nicht abgebrochen, weil der Tisch gerade nicht anderweitig benötigt wurde.
- Der Ungar Tibor Házi wurde im WM-Team nicht aufgestellt, obwohl er amtierender Meister von Ungarn und Budapest war. Er hatte den Verein gewechselt – und das verübelte man ihm.
- Die USA sind das erste Land, das gleichzeitig den Herren- und den Damen-Mannschaftswettbewerb gewinnt.
- Erstmals wird ein „Sonderstempel Tischtennis“ herausgegeben.

## Ergebnisse
| Wettbewerb        | Rang | Sieger |
| ----------------- | ---- | --- |
| Mannschaft Herren | 1.   | USA (James McClure, Sol Schiff, Abe Berenbaum, Buddy Blattner)                                                 |
| Mannschaft Herren | 2.   | Ungarn (Miklós Szabados, László Bellák, Victor Barna, Ferenc Soós, Istvan Lovaszy)                             |
| Mannschaft Herren | 3.   | Tschechoslowakei (Adolf Slar, Pavel Lowy, Miloslav Hamer, Stanislav Kolář, Bohumil Váňa)                       |
| Mannschaft Herren | 4.   | Österreich (Richard Bergmann, Helmut Göbel, Hans Hartinger, Alfred Liebster, Papazian)                         |
| Mannschaft Herren | 11.  | Deutschland (Heinz Benthien, Georg Kutz, Erwin Münchow, Helmut Ulrich)                                         |
| Mannschaft Damen  | 1.   | USA (Ruth Hughes Aarons, Emily Fuller, Dolores Probert-Kuenz, Jessie Purves)                                   |
| Mannschaft Damen  | 2.   | Deutschland (Astrid Hobohm, Hilde Bussmann, Annemarie Schulz)                                                  |
| Mannschaft Damen  | 3.   | Tschechoslowakei (Vlasta Depetrisová, Podhajecka, Marie Kettnerová, Věra Votrubcová)                           |
| Mannschaft Damen  | 4.   | Österreich (Zita Lemo, Gertrude Pritzi, Von Benes, Gertrude Wildam)                                            |
| Herren Einzel     | 1.   | Richard Bergmann – AUT                                                                                         |
| Herren Einzel     | 2.   | Aloizy Ehrlich – POL                                                                                           |
| Herren Einzel     | 3.   | Ferenc Soós – HUN                                                                                              |
| Herren Einzel     | 3.   | Hans Hartinger – AUT                                                                                           |
| Damen Einzel      | 1.   | Seit 2001 vom ITTF als Co-Weltmeisterinnen ernannt Ruth Hughes Aarons (USA) und Trude Pritzi (AUT) im Endspiel |
| Herren Doppel     | 1.   | Buddy Blattner/James McClure – USA                                                                             |
| Herren Doppel     | 2.   | Richard Bergmann/Helmut Goebel – AUT                                                                           |
| Herren Doppel     | 3.   | Václav Tereba/Frantisek Hanec Pivec – TCH                                                                      |
| Herren Doppel     | 3.   | Adolf Slar/Miloslav Hamer – TCH                                                                                |
| Damen Doppel      | 1.   | Vlasta Depetrisová/Věra Votrubcová – TCH                                                                       |
| Damen Doppel      | 2.   | Margaret Osborne/Wendy Woodhead – ENG                                                                          |
| Damen Doppel      | 3.   | Lillian Hutchings – ENG/Stefanie Werle – AUT                                                                   |
| Damen Doppel      | 3.   | Marie Kettnerová – TCH/Annemarie Schulz – GER                                                                  |
| Mixed             | 1.   | Bohumil Váňa/Věra Votrubcová – TCH                                                                             |
| Mixed             | 2.   | Stanislav Kolář/Marie Kettnerová – TCH                                                                         |
| Mixed             | 3.   | Abe Berenbaum/Emily Fuller – USA                                                                               |
| Mixed             | 3.   | Geza Eros/Angelica Adelstein-Rozeanu – ROM                                                                     |

## Medaillenspiegel
| Rang  | Land               | Gold | Silber | Bronze | Gesamt |
| ----- | ------------------ | ---- | ------ | ------ | ------ |
| 1     | Vereinigte Staaten | 4    | 0      | 1      | 5      |
| 2     | Tschechoslowakei   | 2    | 1      | 4,5    | 7,5    |
| 3     | Österreich         | 2    | 1      | 1,5    | 4,5    |
| 4     | Ungarn             | 0    | 1      | 1      | 2      |
| 5     | Deutsches Reich    | 0    | 1      | 0,5    | 1,5    |
| 5     | England            | 0    | 1      | 0,5    | 1,5    |
| 7     | Polen              | 0    | 1      | 0      | 1      |
| 7     | Rumänien           | 0    | 0      | 1      | 1      |
| Total | Total              | 8    | 6      | 10     | 24     |